# Concorso pianistico internazionale Ferruccio Busoni

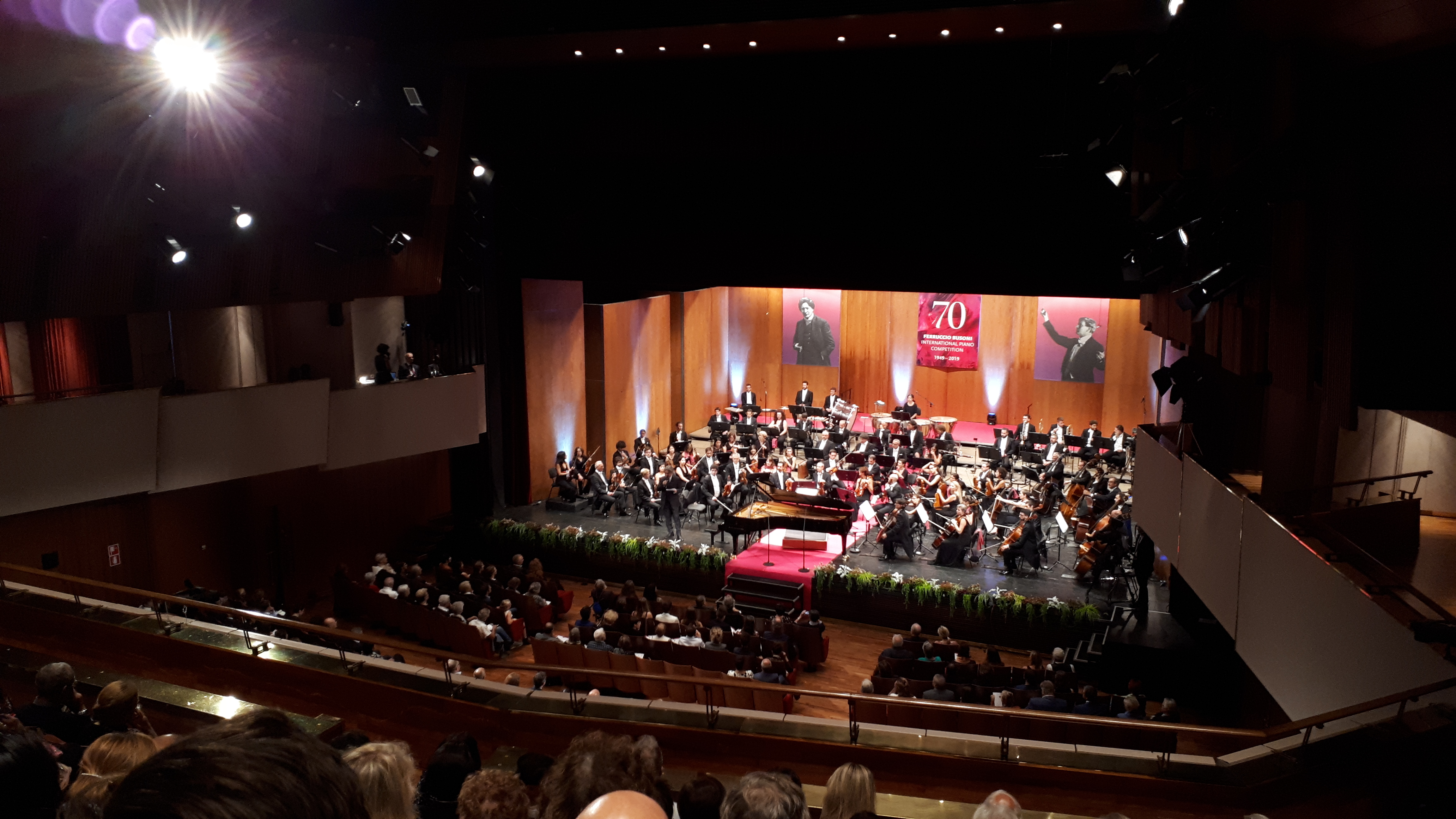
Finale con orchestra del Concorso Busoni 2019 al Teatro Comunale di Bolzano (con l'Orchestra Haydn).

Il Concorso pianistico internazionale Ferruccio Busoni (in tedesco Internationaler Klavierwettbewerb Ferruccio Busoni), è un concorso pianistico che si svolge a Bolzano, aperto a partecipanti provenienti da tutto il mondo .

## Storia
Il concorso fu fondato a Bolzano nel 1949 da Cesare Nordio, allora direttore del Conservatorio "Claudio Monteverdi", in occasione del venticinquesimo anniversario della morte di Ferruccio Busoni, compositore e pianista tra i più importanti della sua epoca.
Nelle parole dello stesso Nordio:
"Il capoluogo dell'Alto Adige, ideale ponte fra le due maggiori civiltà musicali, si prestava idealmente a divenire sede di una manifestazione destinata a rendere omaggio alla memoria di un insigne artista italiano che nell'ambito del mondo culturale tedesco aveva svolto gran parte della sua molteplice attività di compositore, di interprete, di polemista."
Nordio cercò subito l'appoggio di Arturo Benedetti Michelangeli, il maggior pianista italiano in quegli anni. Michelangeli si dimostrò subito entusiasta di collaborare al progetto, sponsorizzando direttamente l'iniziativa (il suo intervento fu rilevante per coinvolgere nel comitato d'onore artisti quali Claudio Arrau, Wilhelm Backhaus, Robert Casadesus, Alfred Cortot, Edwin Fischer, Walter Gieseking, Dinu Lipatti, Arthur Rubinstein, Rudolf Serkin e Antonino Votto) e contribuendo concretamente anche dal punto di vista economico. 

Di seguito alcuni stralci della corrispondenza tra Nordio e Michelangeli:
Bolzano, 26 gennaio 1949
Carissimo Arturo, che ne diresti dell'idea di indire a Bolzano un grande concorso pianistico internazionale nel 25° anniversario della morte di Ferruccio Busoni? La ricorrenza non impone l'obbligo morale di ricordare e onorare in ogni paese il nome di questo nostro grande artista? E se altri non ci hanno pensato, perché non dovremmo farlo noi? L'impresa è ardua, lo so, ma vorrei poter contare sul tuo appoggio e sulla tua preziosa e cordiale collaborazione. Scrivimi subito!
tuo aff.mo Cesare
-------------------------------------
New York, 10 febbraio 1949
Caro Nordio, ho ricevuto con vivo piacere la tua lettera. Accolgo con entusiasmo quanto mi scrivi e accetto senz'altro di collaborare. Avrei persino l'intenzione di offrire una certa somma per un eventuale II premio. Dimmi subito cosa ne pensi. Ti saluto con affetto
Arturo Benedetti Michelangeli

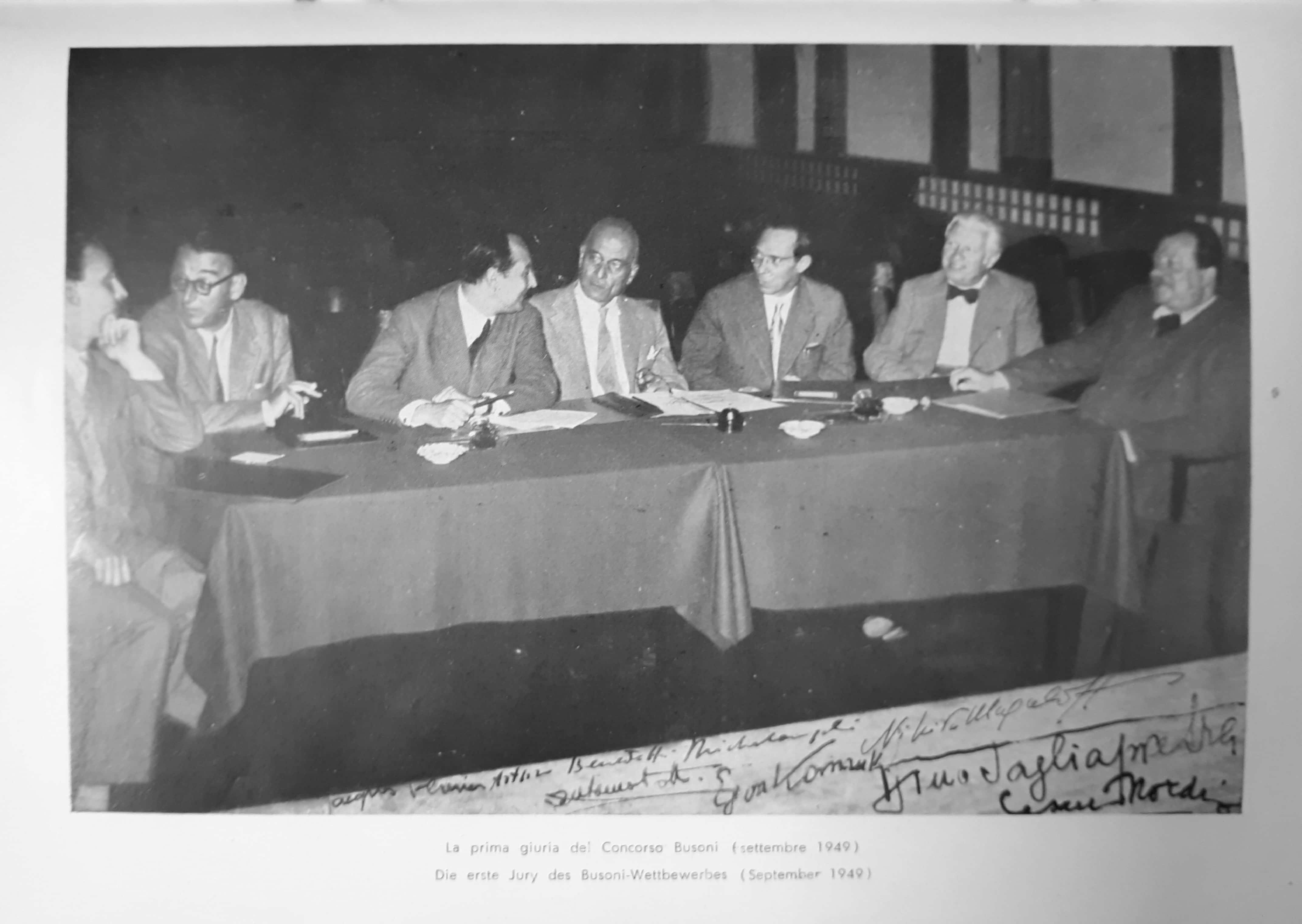
La giuria della prima edizione del concorso (1949): Jacques Février, Arturo Benedetti Michelangeli, Antonino Votto, Nikita Magaloff, Egon Kornauth, Gino Tagliapietra e Cesare Nordio.

Per l'organizzazione della prima edizione determinante fu l'appoggio del Governo (Ufficio Zone di Confine) e della Fiera di Bolzano. Oltre che a valorizzare i giovani talenti pianistici internazionali, il Concorso Busoni divenne una prestigiosa vetrina per la città di Bolzano, che in quegli anni si avviava a diventare il crocevia tra due diverse culture, quella italiana e quella tedesca/mitteleuropea.
Nella prima edizione Alfred Brendel si piazzò quarto. Il primo italiano a ottenere il primo premio fu, nel 1952, Sergio Perticaroli.
Per statuto la direzione artistica del concorso è stata in una prima fase appannaggio dei direttori del Conservatorio di Bolzano. A Nordio successero infatti Giorgio Cambissa, Hubert Stuppner e Vea Carpi. Con il passare degli anni lo statuto è stato rivisto e il concorso ha assunto lo status di fondazione. In questa fase alla direzione del concorso si sono avvicendati Andrea Bonatta e l'attuale direttore artistico Peter Paul Kainrath.
Per alcune edizioni venne anche tenuto, in parallelo, un concorso di composizione pianistica. Nel 1956, quando vinse l'austriaco Jörg Demus, si mise in luce il precoce talento di Maurizio Pollini, allora quattordicenne, che sostituì Carlo Vidusso nell'esecuzione delle opere del concorso di composizione prescelte dalla giuria.
Nel 1957 vinse la sedicenne Martha Argerich, che a Bolzano ebbe il primo riconoscimento internazionale del suo talento. Il successo bolzanino contribuì a lanciare la carriera della Argerich (che di lì a poco vinse anche il Concorso internazionale di Ginevra) e la carriera fulminante della Argerich contribuì ad accrescere la popolarità del concorso. Da allora la storia del concorso è infatti impreziosita dalla presenza di celebri nomi del panorama pianistico di ogni parte del mondo.
Spesso, comunque, il primo premio non viene assegnato, a testimoniare l'esclusività del riconoscimento. Ancor più raro è che la giuria attribuisca il premio Busoni all'unanimità, nel qual caso al vincitore viene assegnato anche un premio speciale intitolato alla memoria di Arturo Benedetti Michelangeli. 
Dal 1949 al 2001 il concorso ha avuto cadenza annuale. Visto il sempre crescente numero di iscrizioni, dal 2002 il concorso si svolge nell'arco di due anni: il primo anno si svolgono le preselezioni (a cui vengono attualmente ammessi fino a 80 candidati) e l'anno seguente le fasi finali.

## Albo d'oro dei vincitori
- 1949 - Primo premio non assegnato (Lodovico Lessona, secondo premio)
- 1950 - Primo premio non assegnato (Karl Heinz Schlüter, secondo premio)
- 1951 - Primo e secondo premio non assegnati (Karl Engel e Walter Klien, terzo premio ex aequo)
- 1952 - Sergio Perticaroli
- 1953 - Ella Goldstein
- 1954 - Aldo Mancinelli
- 1955 - Primo premio non assegnato (Germaine Devéze, secondo premio)
- 1956 - Jörg Demus
- 1957 - Martha ArgerichMartha Argerich riceve il premio Busoni dal Vice-Commissario della Regione Trentino-Alto Adige Gildo Marchione, alla presenza di Cesare Nordio (Bolzano, 09/09/1957).

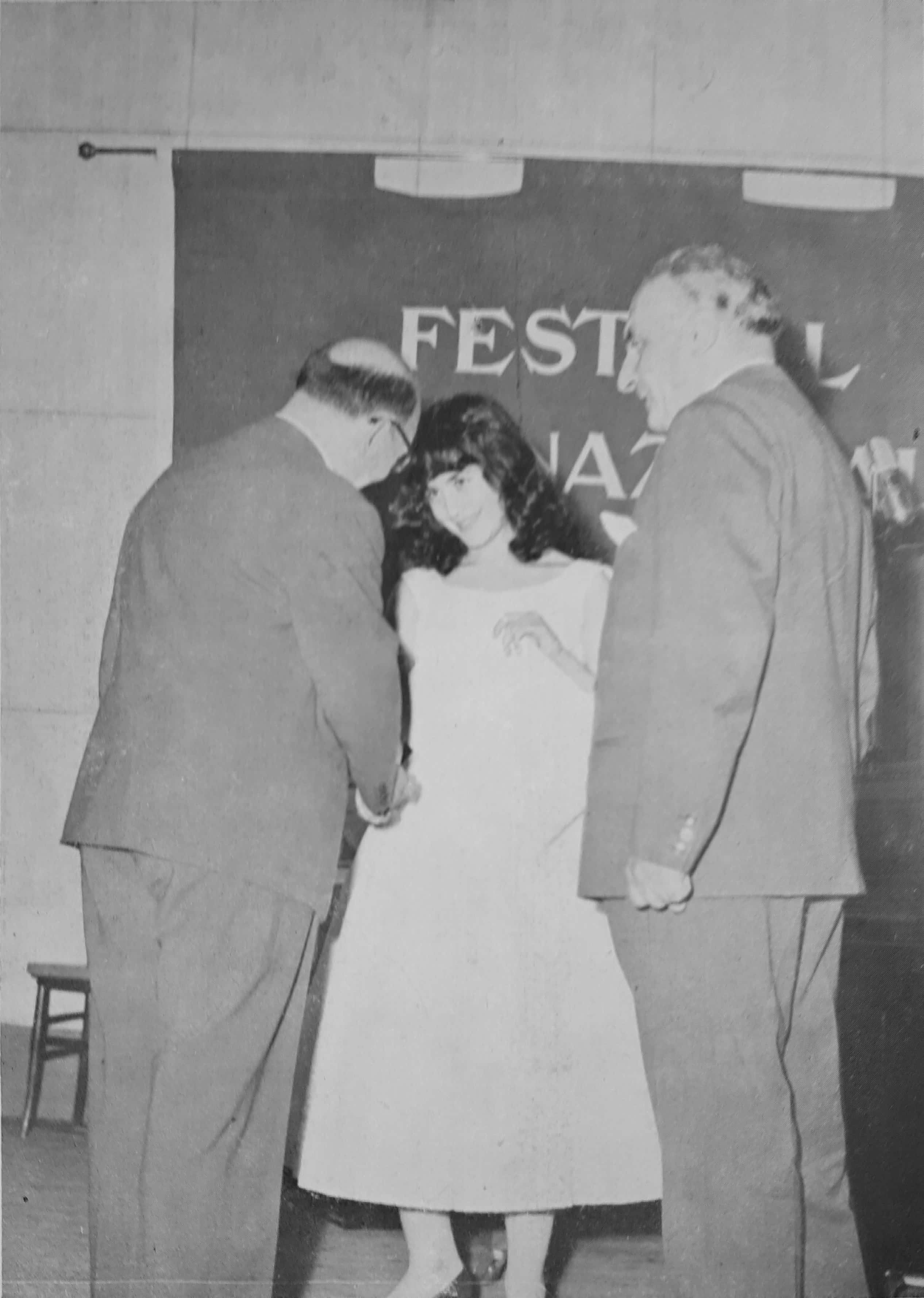
Martha Argerich riceve il premio Busoni dal Vice-Commissario della Regione Trentino-Alto Adige Gildo Marchione, alla presenza di Cesare Nordio (Bolzano, 09/09/1957).

- 1958 - Primo premio non assegnato (José Kahan e Ronald Turrini, secondo premio ex aequo)
- 1959 - Primo premio non assegnato (Cécile Ousset e John Perry, secondo premio ex aequo)
- 1960 - Primo premio non assegnato (Augustin Anievas e James Mathis, secondo premio ex aequo)
- 1961 - Jerome Rose
- 1962 - Primo premio non assegnato (Brenton Dale Bartlett, secondo premio)
- 1963 - Primo premio non assegnato (Gernot Kahl, secondo premio)
- 1964 - Michael Ponti
- 1965 - Primo premio non assegnato (Božidar Noev, secondo premio)
- 1966 - Garrick Ohlsson
- 1967 - Primo premio non assegnato (Ivan Klánský, secondo premio)
- 1968 - Vladimir Selivochin
- 1969 - Ursula Oppens
- 1970 - Premi non assegnati (Maria Luisa Lopez-Vito, premio di selezione)
- 1971 - Primo premio non assegnato (Nina Tichman, secondo premio)
- 1972 - Arnaldo Cohen
- 1973 - Primo premio non assegnato (Roland Keller e Andrzej Ratusinski, secondo premio ex aequo)
- 1974 - Robert Benz
- 1975 - Primo premio non assegnato (Staffan Scheja, secondo premio)
- 1976 - Roberto Cappello
- 1977 - Primo premio non assegnato (Ayami Ikeba e Veronique Roux, secondo premio ex aequo)
- 1978 - Boris Bloch
- 1979 - Catherine Vickers
- 1980 - Primo premio non assegnato (Ruriko Kikuchi, Rolf Plagge e Hai-Kyung Suh, secondo premio ex aequo)
- 1981 - Margarita Höhenrieder (all'unanimità)
- 1982 - Primo premio non assegnato (Hung-Kuan Chen, secondo premio)
- 1983 - Primo premio non assegnato (Robert Mc Donald, secondo premio)
- 1984 - Louis Lortie (all'unanimità)
- 1985 - José Carlos Cocarelli (a maggioranza)
- 1986 - Primo premio non assegnato (Benjamin Frith e Pedrag Muzijević, secondo premio ex aequo)
- 1987 - Lilija Zil'berštejn (all'unanimità)
- 1988 - Primo premio non assegnato (Igor Kamenz e Benjamin Pasternack, secondo premio ex aequo)
- 1989 - Primo premio non assegnato (Alexandar Madzar, secondo premio)
- 1990 - Primo premio non assegnato (Karina Javlenskaja, secondo premio)
- 1991 - Primo premio non assegnato (Olivier Cazal e Igor Kamenz, secondo premio ex aequo)
- 1992 - Anna Kravčenko (all'unanimità)
- 1993 - Roberto Cominati (a maggioranza)
- 1994 - Mzia Simonishvili (a maggioranza)
- 1995 - Aleksandr Štarkman (all'unanimità)
- 1996 - Primo premio non assegnato (Jan Gottlieb Jiracek, secondo premio)
- 1997 - Primo premio non assegnato (Yoon-Soo Lee, secondo premio)
- 1998 - Primo premio non assegnato (Olaf John Laneri, secondo premio)
- 1999 - Aleksandr Kobrin
- 2000 - Primo e secondo premio non assegnati (Ayako Kimura e Carl Wolff, terzo premio ex aequo)
- 2001 - Alexander Romanovsky (a maggioranza)
- 2002-2003 - Primo premio non assegnato (Maria Stembolskaja, secondo premio)
- 2004-2005 - Giuseppe Andaloro
- 2006-2007 - Primo premio non assegnato (Dinara Nadžafova e Sof'ja Guljsk, secondo premio ex aequo)
- 2008-2009 - Michail Lific (a maggioranza)
- 2010-2011 - Primo premio non assegnato (Anna Bulkina e Antonij Baryševs'kyj, secondo premio ex aequo)
- 2012-2013 - Primo premio non assegnato (Rodolfo Leone, secondo premio)
- 2014-2015 - Ji-Yeong Mun (a maggioranza)
- 2016-2017 - Ivan Krpan
- 2018-2019 - Emanuil Ivanov
- 2020-2021 - Jae Hong Park